# Liga de Campeones de voleibol masculino de 2009-10
La Liga de Campeones de voleibol masculino de 2009-10 fue la 51° edición de la historia de la competición organizada por la CEV entre el 2 de diciembre de 2009 y el 2 de mayo de 2010. 
La Final Four se disputó en la ciudad polaca de Łódź donde el equipo italiano del Trentino Volley ganó su segunda Liga de Campeones venciendo el VK Dinamo Moscú ruso por 3-0 y revalidando el título de la edición anterior.

## Equipos participantes
En la edición de la Liga de Campeones de 2009-10 participan 24 equipos; 21 de estos son definidos según el coeficiente CEV de las ligas que se determina basándose en los resultados de los clubes durante las anteriores temporadas. Las otras tres son entregadas por medio de wild card por la misma CEV.
| Pos. | País            | Plazas | Equipos                                             | Wild card      | Tot |
| 1    | Italia          | 3      | Trentino Volley, Pallavolo Piacenza y Lube Macerata |                | 3   |
| 2    | Rusia           | 2      | VK Dinamo Moscú y VK Zenit Kazán                    |                | 2   |
| 3    | Grecia          | 2      | Olympiacos SF Pireo y Panathinaikos                 |                | 2   |
| 4    | Polonia         | 2      | Resovia Rzeszów y Jastrzębski Węgiel                | Skra Belchatow | 3   |
| 5    | España          | 2      | Uncaja Almería y CAI Teruel                         |                | 2   |
| 6    | Francia         | 2      | Tours Volley-Ball y París Volley                    |                | 2   |
| 7    | Bélgica         | 2      | Noliko Maaseik y Knack Roeselare                    |                | 2   |
| 8    | Alemania        | 1      | VfB Friedrichshafen                                 |                | 1   |
| 9    | Austria         | 1      | Hypo Tirol Innsbruck                                |                | 1   |
| 10   | República Checa | 1      | VK Budejovice                                       |                | 1   |
| 11   | Montenegro      | 1      | Rivijera Budva                                      |                | 1   |
| 12   | Turquía         | 1      | Estambul BB                                         |                | 1   |
| 13   | Serbia          | 1      | Radnicki Kragujevac                                 |                | 1   |
| nc   | Bulgaria        | 1      |                                                     | VC CSKA Sofia  | 1   |
| nc   | Eslovenia       | 1      |                                                     | ACH Bled       | 1   |

## Fase de grupos

### Fórmula
El 29 de junio en Viena los equipos fueron sorteados en seis grupo de cuatro; equipo del mismo país no pueden estar en el mismo grupo.
En la fase de grupos los equipo reciben dos puntos por cada victoria y un punto por cada derrota cualquier sea el resultado del partido; los dos primeros equipos de cada grupo y el mejor tercero se clasifican a la siguiente ronda. El primer criterio de desempate es el ratio/set y luego el ratio/puntos.
Los cuatro mejores equipos entre los eliminados de la fase grupos (de hecho el 2°,3°,4° y 5° entre los seis equipo que quedaron en tercera posición dicha fase) son repescados para el Challenge Round de la Copa CEV 2009-10.

|  | Equipos clasificados para los Playoff de la Liga de Campeones 2009-10. |
|  | Equipos repescados para el Challenge Round de la Copa CEV 2009-10.     |
|  | Equipos eliminados de la competición.                                  |

### Grupo A
| Pos. | Equipo           | Pt | G | P | SG | SP | Ratio | PG  | PP  | Ratio |
| ---- | ---------------- | -- | - | - | -- | -- | ----- | --- | --- | ----- |
| 1.   | Trentino Volley  | 10 | 4 | 2 | 15 | 9  | 1.667 | 549 | 492 | 1.116 |
| 2.   | VK Dinamo Moscú  | 10 | 4 | 2 | 14 | 9  | 1.556 | 537 | 495 | 1.085 |
| 3.   | Olympiacos Pireo | 10 | 4 | 2 | 15 | 10 | 1.500 | 557 | 535 | 1.041 |
| 4.   | VK Budejovice    | 6  | 0 | 6 | 2  | 18 | 0.111 | 386 | 507 | 0.761 |

|     | Trn | DnM | Oly | Bud |
| --- | --- | --- | --- | --- |
| Trn | -   | 3-0 | 2-3 | 3-0 |
| DnM | 3-1 | -   | 3-1 | 3-0 |
| Oly | 2-3 | 3-2 | -   | 3-0 |
| Bud | 1-3 | 1-3 | 0-3 | -   |

### Grupo B
| Pos. | Equipo            | Pt | G | P | SG | SP | Ratio | PG  | PP  | Ratio |
| ---- | ----------------- | -- | - | - | -- | -- | ----- | --- | --- | ----- |
| 1.   | VK Zenit Kazán    | 11 | 5 | 1 | 16 | 6  | 2.667 | 531 | 471 | 1.127 |
| 2.   | VC CSKA Sofia     | 9  | 3 | 3 | 10 | 14 | 0.714 | 504 | 538 | 0.937 |
| 3.   | Tours Volley-Ball | 8  | 2 | 4 | 12 | 14 | 0.857 | 564 | 566 | 0.996 |
| 4.   | Uncaja Almería    | 8  | 2 | 4 | 10 | 14 | 0.714 | 496 | 520 | 0.954 |

|      | ZnK | CSKA | Tou | Alm |
| ---- | --- | ---- | --- | --- |
| ZnK  | -   | 3-1  | 3-1 | 3-0 |
| CSKA | 3-1 | -    | 3-2 | 3-2 |
| Tou  | 1-3 | 3-0  | -   | 3-2 |
| Alm  | 0-3 | 3-0  | 3-2 | -   |

### Grupo C
| Pos. | Equipo               | Pt | G | P | SG | SP | Ratio | PG  | PP  | Ratio |
| ---- | -------------------- | -- | - | - | -- | -- | ----- | --- | --- | ----- |
| 1.   | Lube Macerata        | 11 | 5 | 1 | 17 | 5  | 3.400 | 536 | 478 | 1.121 |
| 2.   | Hypo Tirol Innsbruck | 9  | 3 | 3 | 12 | 12 | 1.000 | 521 | 523 | 0.996 |
| 3.   | Noliko Maaseik       | 9  | 3 | 3 | 11 | 13 | 0.846 | 524 | 518 | 1.012 |
| 4.   | Rivijera Budva       | 7  | 1 | 5 | 7  | 17 | 0.412 | 520 | 582 | 0.893 |

|     | Lub | Inn | Maa | RvB |
| --- | --- | --- | --- | --- |
| Lub | -   | 3-0 | 3-0 | 3-0 |
| Inn | 1-3 | -   | 3-0 | 3-1 |
| Maa | 3-2 | 2-3 | -   | 3-1 |
| RvB | 1-3 | 3-2 | 1-3 | -   |

### Grupo D
| Pos. | Equipo              | Pt | G | P | SG | SP | Ratio | PG  | PP  | Ratio |
| ---- | ------------------- | -- | - | - | -- | -- | ----- | --- | --- | ----- |
| 1.   | Skra Bełchatów      | 11 | 5 | 1 | 17 | 5  | 3.400 | 525 | 478 | 1.098 |
| 2.   | Knack Roeselare     | 10 | 4 | 2 | 14 | 09 | 1.556 | 522 | 494 | 1.057 |
| 3.   | CAI Teruel          | 9  | 3 | 3 | 11 | 12 | 0.917 | 522 | 512 | 1.020 |
| 4.   | Radnicki Kragujevac | 6  | 0 | 6 | 2  | 18 | 0.111 | 418 | 503 | 0.831 |

|     | Bel | Roe | Ter | Kra |
| --- | --- | --- | --- | --- |
| Bel | -   | 3-0 | 3-0 | 3-0 |
| Roe | 2-3 | -   | 3-1 | 3-0 |
| Ter | 3-2 | 1-3 | -   | 3-0 |
| Kra | 0-3 | 1-3 | 1-3 | -   |

### Grupo E
| Pos. | Equipo              | Pt | G | P | SG | SP | Ratio | PG  | PP  | Ratio |
| ---- | ------------------- | -- | - | - | -- | -- | ----- | --- | --- | ----- |
| 1.   | VfB Friedrichshafen | 10 | 4 | 2 | 14 | 7  | 2.000 | 449 | 459 | 1.087 |
| 2.   | Panathinaikos       | 10 | 4 | 2 | 12 | 9  | 1.333 | 489 | 488 | 1.002 |
| 3.   | Pallavolo Piacenza  | 8  | 4 | 2 | 10 | 12 | 0.833 | 496 | 488 | 1.016 |
| 4.   | Jastrzębski Węgiel  | 8  | 2 | 4 | 8  | 16 | 0.500 | 518 | 567 | 0.914 |

|     | Fri | Pan | Pia | Jas |
| --- | --- | --- | --- | --- |
| Fri | -   | 3-0 | 3-0 | 3-1 |
| Pan | 0-3 | -   | 3-1 | 3-0 |
| Pia | 3-0 | 1-3 | -   | 3-0 |
| Jas | 3-2 | 1-3 | 3-2 | -   |

### Grupo F
| Pos. | Equipo          | Pt | G | P | SG | SP | Ratio | PG  | PP  | Ratio |
| ---- | --------------- | -- | - | - | -- | -- | ----- | --- | --- | ----- |
| 1.   | Resovia Rzeszów | 11 | 5 | 1 | 17 | 8  | 2.215 | 576 | 504 | 1.143 |
| 2.   | ACH Bled        | 9  | 3 | 3 | 12 | 13 | 0.923 | 530 | 542 | 0.978 |
| 3.   | Estambul BB     | 8  | 2 | 4 | 10 | 12 | 0.833 | 480 | 499 | 0.962 |
| 4.   | París Volley    | 8  | 2 | 4 | 9  | 15 | 0.600 | 503 | 544 | 0.925 |

|     | Rze | ACH | Est | Par |
| --- | --- | --- | --- | --- |
| Rze | -   | 3-2 | 3-0 | 2-3 |
| ACH | 1-3 | -   | 3-2 | 3-2 |
| Est | 1-3 | 3-0 | -   | 3-0 |
| Par | 1-3 | 0-3 | 3-1 | -   |

## Fase de Playoffs

### Fórmula
La CEV elige el equipo organizador de la Final Four entre los trece calificados tras la fase de grupos; dicho equipo es automáticamente calificado para la semifinal de la Liga de Campeones. Los equipos restantes participan en la fase de playoff disputada en eliminatorias a doble partido: el equipo que gana el mayor número de set al final de los dos partidos se clasifica para la siguiente ronda. En la eventualidad que ambos equipos hayan ganado el mismo número de set, se disputará un set de desempate a los 15 puntos llamado golden set o set de oro. 
Equipo del mismo país y procedentes del mismo grupo no pueden enfrentarse en la ronda de Playoff 12 mientras que en la eventualidad que tres equipos del mismo país se clasifican para los Playoff 6 habrá que emparejar dos de ellas porqué no pueden estar más de dos equipos del mismo país en las semifinales de la Final Four.
El sorteo de la fase de playoff tuvo lugar el 21 de enero de 2010 en la sede de la CEV en Ciudad de Luxemburgo y la organización de la Final Four fue entregada a los polacos del Skra Bełchatów que de esa forma aceden directamente a las semifinales.

### Cuadro
|  | Playoff 12               | Playoff 12               | Playoff 12               |   |  | Playoff 6            | Playoff 6           | Playoff 6           |
|  | 09/10 - 17/18 de febrero | 09/10 - 17/18 de febrero | 09/10 - 17/18 de febrero |   |  | 03 - 09/10 de marzo  | 03 - 09/10 de marzo | 03 - 09/10 de marzo |
|  |                          |                          |                          |   |  |                      |                     |                     |
|  | Trentino Volley          | 3                        | 3                        |   |  |                      |                     |                     |
|  | Knack Roeselare          | 1                        | 1                        |   |  |                      |                     |                     |
|  |                          |                          |                          |   |  | Trentino Volley      | 3                   | 3                   |
|  |                          | Resovia Rzeszów          | 0                        | 1 |  |                      |                     |                     |
|  | VC CSKA Sofia            | 1                        | 0                        |   |  |                      |                     |                     |
|  | Resovia Rzeszów          | 3                        | 3                        |   |  |                      |                     |                     |
|  |                          |                          |                          |   |  |                      |                     |                     |
|  | VfB Friedrichshafen      | 3                        | 0                        |   |  |                      |                     |                     |
|  | Hypo Tirol Innsbruck     | 1                        | 3                        |   |  |                      |                     |                     |
|  |                          |                          |                          |   |  | Hypo Tirol Innsbruck | 3                   | 1                   |
|  |                          | ACH Bled (sdo)           | 1                        | 3 |  |                      |                     |                     |
|  | ACH Bled                 | 3                        | 3                        |   |  |                      |                     |                     |
|  | Lube Macerata            | 2                        | 2                        |   |  |                      |                     |                     |
|  |                          |                          |                          |   |  |                      |                     |                     |
|  | VK Dinamo Moscú          | 3                        | 3                        |   |  |                      |                     |                     |
|  | Panathinaikos            | 0                        | 2                        |   |  |                      |                     |                     |
|  |                          |                          |                          |   |  | VK Dinamo Moscú      | 3                   | 3                   |
|  |                          | Olympiacos Pireo         | 1                        | 1 |  |                      |                     |                     |
|  | Olympiacos Pireo         | 3                        | 2                        |   |  |                      |                     |                     |
|  | VK Zenit Kazán           | 1                        | 3                        |   |  |                      |                     |                     |

| Ida                                                                    | Vuelta                                                               |
| ---------------------------------------------------------------------- | -------------------------------------------------------------------- |
| Trentino Volley - Knack Roeselare 3-1 (25-19, 21-25, 25-18, 25-22)     | Knack Roeselare - Trentino Volley 1-3 (26-28, 25-18, 21-25, 14-25)   |
| CSKA Sofia- Resovia Rzeszów 1-3 (19-25, 16-25, 25-22, 22-25)           | Resovia Rzeszów - CSKA Sofia 3-0 (25-20, 25-15, 25-18)               |
| Vfb Friedrichshafen - Tirol Innsbruck 3-1 (26-28, 25-16, 25-23, 25-14) | Tirol Innsbruck - Vfb Friedrichshafen 3-0 (25-22, 25-18, 25-17)      |
| ACH Bled - Lube Macerata 3-2 (15-25, 25-22, 20-25, 34-32, 18-16)       | Lube Macerata - ACH Bled 2-3 (23-25, 25-17, 25-20, 19-25, 12-15)     |
| Dinamo Moscú - Panathinaikos 3-0 (25-23, 25-21, 25-19)                 | Panathinaikos - Dinamo Moscú 2-3 (25-18, 14-25, 27-25, 32-34, 12-15) |
| Olympiacos Pireo - Zenit Kazán 3-1 (25-21, 20-25, 25-20, 25-19)        | Zenit Kazán- Olympiacos Pireo 3-2 (21-25, 25-20, 25-19, 27-29, 15-8) |

| Ida                                                              | Vuelta                                                                 |
| ---------------------------------------------------------------- | ---------------------------------------------------------------------- |
| Trentino Volley - Resovia Rzeszów 3-1 (27-25, 25-18, 25-17)      | Resovia Rzeszów - Trentino Volley 1-3 (18-25, 28-26, 21-25, 18-25)     |
| Tirol Innsbruck - ACH Bled 3-1 (25-20, 26-24, 14-25, 25-19)      | ACH Bled - Tirol Innsbruck 3-1 (25-20, 19-25, 25-20, 25-19; sdo 15-10) |
| Dinamo Moscú - Olympiacos Pireo 3-1 (25-17, 22-25, 25-22, 25-22) | Olympiacos Pireo - Dinamo Moscú 1-3 (32-34, 25-22, 16-25, 27-29)       |

## Final Four

### Fórmula
En la final Four se disputan a partido único las dos semifinales y las finales por el título y por el 3/4 puesto. En la eventualidad de que dos equipos del mismo país llegan a la semifinal se enfrentarán entre sí.  
La Final Four fue organizada entre el 11 y el 12 de abril en la ciudad de Łódź en el Atlas Arena, pabellón deportivo que puede ospitar más de 12.000 espectadores. Sin embargo la mañana del 10 de abril el presidente de la República de Polonia Lech Kaczyński falleció en un accidente de aviación causando la suspensión y el aplazamiento del evento.
Los partidos fueron disputados entre el 01 y el 2 de mayo y el Trentino Volley se coronó campeón por segunda vez en seguida derrotando por 3-0 el VK Dinamo Moscú.

### Cuadro
|  | Semifinales     | Semifinales     |   |                | Final           | Final |  |
|  |                 |                 |   |                |                 |       |  |
|  |                 |                 |   |                |                 |       |  |
|  |                 |                 |   |                |                 |       |  |
|  | Skra Bełchatów  | 1               |   |                |                 |       |  |
|  | VK Dinamo Moscú | 3               |   |                |                 |       |  |
|  |                 |                 |   |                |                 |       |  |
|  |                 |                 |   |                |                 |       |  |
|  |                 |                 |   |                | VK Dinamo Moscú | 0     |  |
|  |                 | Trentino Volley | 3 |                |                 |       |  |
|  |                 |                 |   |                |                 |       |  |
|  |                 |                 |   |                |                 |       |  |
|  |                 |                 |   |                | Tercer lugar    |       |  |
|  |                 |                 |   |                |                 |       |  |
|  | Trentino Volley | 3               |   | Skra Belchatow | 3               |       |  |
|  | ACH Bled        | 0               |   |                | ACH Bled        | 1     |  |

| Fecha     | Partido                       | Resultado                        |
| --------- | ----------------------------- | -------------------------------- |
| 1 de mayo | Skra Bełchatów - Dinamo Moscú | 1-3 (25-23, 19-25, 21-25, 17-25) |
| 1 de mayo | Trentino Volley - ACH Bled    | 3-1 (25-13, 23-25, 25-21, 25-17) |

| Fecha     | Partido                   | Resultado                        |
| --------- | ------------------------- | -------------------------------- |
| 1 de mayo | Skra Bełchatów - ACH Bled | 3-1 (25-16, 22-25, 31-29, 25-20) |

| Fecha     | Partido                        | Resultado                 |
| --------- | ------------------------------ | ------------------------- |
| 1 de mayo | Dinamo Moscú - Trentino Volley | 0-3 (12-25, 20-25, 21-25) |

### Campeón
| Campeón de la Liga de Campeones de 2009-10 |
| ------------------------------------------ |
| Trentino Volley 2º Título                  |